# Бреттах (приток Ягста)
Бреттах (нем. Brettach) — река в Германии, протекает по земле Баден-Вюртемберг. Правый приток Ягста. Площадь бассейна реки составляет 181 км². Длина реки — 27,8 км.

## Течение
Река начинается у замка Бреттхейм и одноимённой деревни и впадает в Ягст у деревни Elpershofen. У реки расположены руины замка Вердек, замок Амлисхаген. Водохранилище Баймбах, расположенное на реке между этими крепостями служит для предотвращения наводнений, так же как и водохранилище Брейтлозе, расположенное выше по течению реки.